# Paul Gregory
Paul Raymond Gregory est un artiste britannique né en 1949 à Derby. Il est connu pour ses peintures fantastiques inspirées par J. R. R. Tolkien, et pour ses pochettes d'albums de rock et de metal. Il est également le cofondateur des festivals de metal Bloodstock et Bloodstock Open Air.

## Biographie

### Débuts
Dans les années 1970, Gregory ouvre une galerie d'art dans son village du Derbyshire où il expose le travail de nombreux artistes locaux et internationaux. Pendant cette période, il réalise une série de tableaux inspirés du Seigneur des anneaux. Sa première toile, Ride of the Rohirrim, est achevée en 1978 et mesure 3 m par 1,80 m.
Paul Gregory a réalisé près d'une quarantaine de toiles inspirées de l'œuvre de Tolkien. Peter Nahum, ancien de chez Sotheby's, possède la majeure partie ces œuvres et a organisé de nombreuses expositions au Royaume-Uni et en Europe, avec la participation de John Davies pour ses encadrements stylisés sur mesure.

### Pochettes d'albums
En 1984, Paul Gregory réalise la pochette de l'album Crusader du groupe Saxon. C'est la première d'une série de douze pochettes réalisées pour Saxon. Par la suite, Gregory est sollicité par de nombreux autres groupes de rock et de metal, parmi lesquels Dio, Uriah Heep, Blind Guardian, Molly Hatchet, Freedom Call, The Company of Snakes, Beholder ou Battalion[pas clair]. Il a également réalisé les couvertures de la série de fantasy The Bitterbynde Trilogy de l'écrivain Cecilia Dart-Thornton (en).

### Festivals Bloodstock et BOA
En 2001, Paul Gregory fonde Amust4music qui devient la structure-mère du festival anglais de metal Bloodstock, puis Bloodstock Open Air (inspirés par le Monsters of Rock de Donington) qui attire chaque année plus de 10 000 personnes. En 2007, Paul Gregory place ses filles Vicky et Rachael aux postes d'administrateurs du festival.